# Монархси Братислава
Монархси Братислава су клуб америчког фудбала из Братиславе у Словачкој. Основани су 1996. године и најстарији су тим америчког фудбала у својој земљи. Такмиче се тренутно у Првенству Словачке, и у регионалној ЦЕИ Интерлиги.